# Cúp quốc gia Wales 1947–48
 Cúp quốc gia Wales FAW 1947–48 là mùa giải thứ 61 của giải đấu bóng đá loại trực tiếp hàng năm dành cho các đội bóng ở Wales.

## Từ viết tắt
Tên giải đấu nằm sau tên các câu lạc bộ.
- CCL - Cheshire County League
- FL D3N - Football League Third Division North
- ML - Midland League
- SFL - Southern Football League

## Vòng Năm
Vòng này có sự tham gia của 6 đội thắng ở vòng Bốn, Llanelly và 13 đội bóng mới.
| Số thứ tự trận | Đội nhà               | Tỉ số | Đội khách        |
| -------------- | --------------------- | ----- | ---------------- |
| 1              | South Liverpool (CCL) | 2–1   | Chester (FL D3N) |

## Vòng Sáu
Vòng này có sự tham gia của 4 đội thắng ở vòng Năm. Có 6 đội đi thẳng vào vòng Bảy.

## Vòng Bảy
Vòng này có sự tham gia của 2 đội thắng ở vòng Sáu cộng với 6 đội được miễn đấu ở vòng trước.

## Bán kết
South Liverpool và Lovell's Athletic thi đấu tại Shrewsbury, Barry Town và Shrewsbury Town thi đấu tại Merthyr.
| Số thứ tự trận | Đội nhà               | Tỉ số | Đội khách               |
| -------------- | --------------------- | ----- | ----------------------- |
| 1              | South Liverpool (CCL) | 0–1   | Lovell's Athletic (SFL) |
| 2              | Barry Town (SFL)      | 1–3   | Shrewsbury Town (ML)    |

## Chung kết
Trận Chung kết diễn ra tại Wrexham.
| Số thứ tự trận | Đội nhà                 | Tỉ số | Đội khách            |
| -------------- | ----------------------- | ----- | -------------------- |
| 1              | Lovell's Athletic (SFL) | 3–0   | Shrewsbury Town (ML) |